# Rukomet na OI 1996.
Rukomet na Olimpijskim igrama u Atlanti 1996. uključivao je natjecanja u muškoj i ženskoj konkurenciji.

## Osvajači medalja

### Muški
| Zlato | Srebro | Bronca |
| --- | --- | --- |
| HrvatskaVladimir Jelčić Goran Perkovac Irfan Smajlagić Božidar Jović Alvaro Načinović Vladimir Šujster Bruno Gudelj Nenad Kljaić Iztok Puc Zoran Mikulić Patrik Ćavar Venio Losert Valner Franković Slavko Goluža Valter Matošević Zlatko Saračević | ŠvedskaTomas Svensson Martin Frändesjö Mats Olsson Robert Hedin Magnus Wislander Tomas Sivertsson Ola Lindgren Per Carlén Erik Hajas Johan Pettersson Stefan Löfgren Robert Andersson Pierre Thorsson Steffan Olsson Magnus Andersson Andreas Larsson | ŠpanjolskaJaume Fort Mauri Demetrio Lozano Salvador Esquer Rafael Guijosa Fernando Hernandez Raúl González Iñaki Urdangarin Jesus Olalla Mateo Garralda Talant Douichebaev Jesus Fernandez Albert Urdiales Jordi Nunez Juan Perez Jose Hombrados Aitor Etxaburu |

### Žene
| Zlato | Srebro | Bronca |
| --- | --- | --- |
| DanskaLene Rantala Anne Dorthe Tanderup Camilla Andersen Tina Bottzau Anette Hoffman Anja Hansen Marianne Florman Janne Kolling Conny Hamann Anja Andersen Gitte Madsen Gitte Sunesen Heidi Astrup Tonje Kærgård Susanne Lauritsen Kristine Andersen | Južna KorejaHyang-Ja Moon Soon-Young Huh Mi-Sam Kim Sun-Hee Han Hye-Jeong Kwag O-Kyung Lim Rang Kim Jeong-Mi Kim Sung-Ok Oh Jeong-Ho Hong Jeong-Lim Park Yong-Ran Oh Jeong-Lim Park Eun-Mi Kim Sang-Eun Lee Eun-Hee Cho Cheong-Ship Kim | MađarskaAniko Meksz Eszter Matefi Auguszta Matyas Beatrix Toth Ildiko Padar Erzsebet Kocsis Helga Nemeth Beat Siti Eva Erdos Aniko Kantor Beata Hoffman Aniko Kantor Aniko Nagy Beatrix Kokeny Andrea Farkas Katalin Szilagyi Anna Szanto |